# XV Concili de Toledo
El XV Concili de Toledo fou una reunió general dels bisbes de les províncies del Regne de Toledo convocada pel rei Ègica l'any 687. S'inaugurà a l'Església dels Sants Apòstols l'11 de maig de l'any 688. Van assistir seixanta-sis bisbes (inclosos els metropolitans) vuit abats, tres dignataris catedralicis, i vint-i-sis alts funcionaris palatins. El Concili va confirmar la posició teològica de Julià de Toledo en el tema conegut per "les dues Voluntats" de Crist al que es van dedicar disset cànons.
Però la principal raó del Concili era una qüestió que el rei volia plantejar. El seu sogre el difunt rei le havia concedit la mà de Kíksilo exigint-li un jurament de protegir als membres de la família reial. Abans de morir Ervigi li havia exigit també jurar que no denegaria la justícia al poble (probablement Ervigi mai li va exigir tal jurament). Ègica declarava que els dos juraments eren incompatibles i contradictoris, car per concedir justícia i reparar l'opressió que l'anterior rei havia infligit al poble i retornar els béns confiscats a aquelles persones condemnades injustament, havia de perjudicar als fills d'Ervigi (que segurament posseïen per llegat les possessions confiscades als enemics del monarca mort). Per tant, sol·licitava ser alliberat d'un dels dos juraments i deixava clar que desitjava ser alliberat de la protecció a la família d'Ervigi (per a això hauria inventat l'altre jurament) malgrat que pertanyia a ella (sens dubte no es portava bé amb el seu cunyats). També sol·licitava que es revoqués el cànon que prohibia castigar els membres de la família d'Ervigi. Els bisbes, que no podien negar-se a la voluntat del rei, van haver de reconèixer que l'interès públic era més important que el d'una sola família, però van intentar preservar en la mesura del possible a la família d'Ervigi (al qual el clero tant devia), i van dictaminar que la família també formava part del poble i que també se li havia de fer justícia. Quant a la revocació del cànon, es va declarar que no calia, car la família d'Ervigi podia ser castigada si algun d'ells era jutjat i resultava culpable d'algun delicte.
La resta de temes del Concili van ser secundaris.